# Bandenitz
Bandenitz ist eine Gemeinde im Landkreis Ludwigslust-Parchim in Mecklenburg-Vorpommern (Deutschland). Sie wird vom Amt Hagenow-Land mit Sitz in der Stadt Hagenow verwaltet.

## Geografie
Die Gemeinde Bandenitz liegt auf halbem Weg zwischen Schwerin im Nordosten und Hagenow im Südwesten an der beide Städte verbindenden Bundesstraße 321, die in Bandenitz von der Bundesautobahn 24 gekreuzt wird.
Zu Bandenitz gehören seit Juli 1950 die Ortsteile Besendorf und Radelübbe.
Umgeben wird Bandenitz von den Nachbargemeinden Warsow im Norden, Holthusen im Nordosten, Alt Zachun im Osten, Hoort im Südosten, Kirch Jesar im Süden (Berührungspunkt), Hagenow im Südwesten, Gammelin im Westen sowie Schossin im Nordwesten.

## Geschichte
Die ersten bekannten urkundlichen Erwähnungen für Bandenitz und Radelübbe sind aus den Jahren 1220 und stammen aus einer Urkunde des Schweriner Grafen Gunzelin II. Der Zusammenschluss der drei bis dahin eigenständigen Gemeinden erfolgte im Jahr 1950.

## Politik

### Gemeindevertretung und Bürgermeister
Der Gemeinderat besteht (inkl. Bürgermeister) aus 6 Mitgliedern. Die Wahl zum Gemeinderat am 26. Mai 2019 hatte folgende Ergebnisse:
| Partei/Bewerber                    | Prozent | Sitze |
| ---------------------------------- | ------- | ----- |
| Allianz Bauern und ländlicher Raum | 52,78   | 3     |
| Einzelbewerber P. Saß              | 10,53   | 1     |
| Einzelbewerber Küchau              | 8,33    | 1     |
| Einzelbewerber Henning             | 8,33    | 1     |

Bürgermeister der Gemeinde ist Dietrich Groth, er wurde mit 83,04 % der Stimmen gewählt.

### Wappen
| Wappen von Bandenitz | Blasonierung: „Gespalten und halb geteilt; vorn in Gold ein widersehender schwarzer Lindwurm; hinten: oben in Silber ein roter Vogel; unten in Rot ein linksgewendeter goldener Adlerfang.“ |
| Wappen von Bandenitz | Wappenbegründung: Das Wappen vereint Symbole aus den Siegeln bzw. Wappen der zuerst überlieferten Grundherren. So steht der aus dem gräflichen Siegel entlehnte Lindwurm für die Grafschaft Schwerin, zu deren Territorium alle drei Orte bis Ende 1358 gehörten. Der aus einem Wappen der Familie von Dorne entlehnte rote Vogel steht für den einstigen Besitzer von Radelübbe, der aus einem Wappen der Familie von Drieberg entlehnte goldene Adlerfang für den einstigen Besitzer von Besendorf. Das Wappen und die Flagge wurde von dem Schweriner Heraldiker Karl-Heinz Steinbruch gestaltet. Es wurde am 26. August 1998 durch das Ministerium des Innern genehmigt und unter der Nr. 162 der Wappenrolle des Landes Mecklenburg-Vorpommern registriert. |

### Flagge

Flagge der Gemeinde Bandenitz

Die Flagge wurde am 7. September 2009 durch das Ministerium des Innern genehmigt.
Die Flagge ist gleichmäßig und quer zur Längsachse des Flaggentuchs von Rot und Gelb gestreift. In der Mitte des Flaggentuchs liegt, auf jeweils ein Drittel der Länge des roten und des gelben Streifens übergreifend, das schwarz umsäumte Gemeindewappen. Die Höhe des Flaggentuchs verhält sich zur Länge wie 3:5.

### Dienstsiegel
Das Dienstsiegel zeigt das Gemeindewappen mit der Umschrift „GEMEINDE BANDENITZ • LANDKREIS LUDWIGSLUST-PARCHIM“.

## Sehenswürdigkeiten

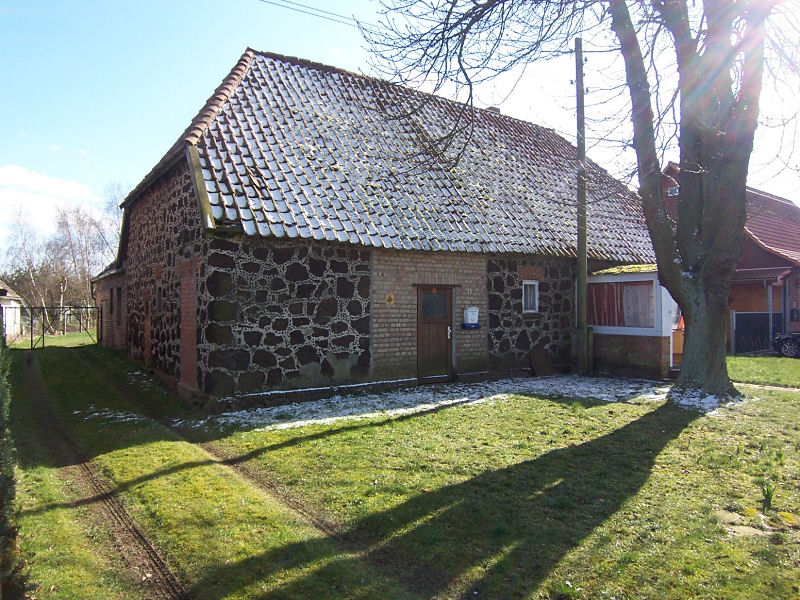
Raseneisensteinhaus in Bandenitz
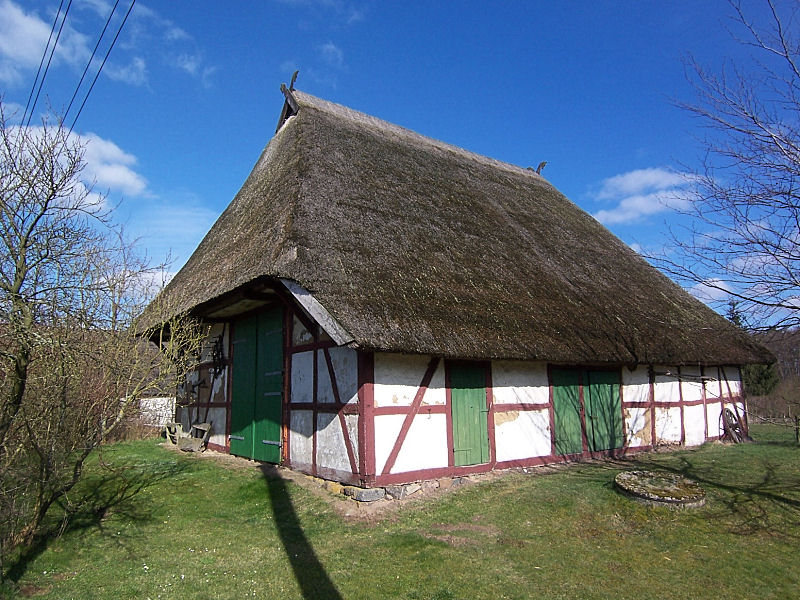
Fachwerkscheune in Radelübbe

## Verkehr
Auf dem Gebiet der Gemeinde Bandenitz ist die A 24 (Hamburg–Berlin) an der Anschlussstelle Hagenow mit der B 321 (Hagenow–Schwerin) verknüpft.
Der nächste Bahnhof, Zachun an der Bahnstrecke Hagenow Land–Schwerin, liegt etwa fünf Kilometer östlich von Bandenitz. Eine direkte Anbindung von Bandenitz an Hagenow und Schwerin bietet wochentags die Buslinie 555 der Ludwigsluster Verkehrsgesellschaft.

## Persönlichkeiten
- Walter Weber (* 24. Juli 1934 in Radelübbe), DDR-Diplomat, Botschafter in Kolumbien (1973–1980) und Ecuador (1974–1975)